# Message authentication code
In crittografia un message authentication code (MAC) è un piccolo blocco di dati utilizzato per garantire l'autenticazione e integrità di un messaggio digitale, generato secondo un meccanismo di crittografia simmetrica: un algoritmo MAC accetta in ingresso una chiave segreta e un messaggio da autenticare di lunghezza arbitraria, e restituisce un MAC (alle volte chiamato anche tag). In ricezione il destinatario opererà in maniera identica sul messaggio pervenuto in chiaro ricalcolando il MAC con lo stesso algoritmo e la stessa chiave: se i due MAC coincidono si ha autenticazione e integrità del messaggio inviato.
Il valore MAC protegge dunque sia l'integrità dei dati del messaggio sia la sua autenticità permettendo al destinatario dello stesso (che deve anch'egli possedere la chiave segreta) di rilevare qualsiasi modifica al messaggio: ecco perché dovrebbe essere chiamato Message Authentication and Integrity Code, MAIC.
Come si desume quindi dalla descrizione, l'algoritmo MAC protegge solo da integrità dei dati, autenticità del mittente del messaggio, ma non dalla confidenzialità delle informazioni contenute nello stesso.
Può però essere utilizzato insieme a un algoritmo di crittografia simmetrica che crittografa tutto il messaggio {\displaystyle M} con una chiave {\displaystyle K'}, verrà effettuato quindi il MAC del messaggio {\displaystyle M} crittografato con {\displaystyle K'} usando la chiave {\displaystyle K}.
Verrà poi crittografato con un algoritmo di crittografia simmetrica (usando la chiave {\displaystyle K'}) il messaggio {\displaystyle M} e il suo MAC preparato con chiave {\displaystyle K}.
Verranno quindi inviati al destinatario: {\displaystyle E_{K'}(M)}, {\displaystyle MAC(E_{K'}(M),K)} e {\displaystyle E_{K'}(M,MAC(M,K))}
Le due chiavi {\displaystyle K'} (usata nella crittografia simmetrica) e {\displaystyle K} (usata nella creazione del MAC) non dovranno però essere uguali.
Gli algoritmi di MAC possono essere realizzati anche partendo da altre primitive crittografiche, come le funzioni crittografiche di hash (vedi l'HMAC) o i cifrari a blocchi (one-key MAC, CBC-MAC e PMAC).

## Message integrity code
L'espressione "message integrity code" (MIC) è usata frequentemente come sinonimo di MAC, soprattutto nell'ambito delle telecomunicazioni, dove l'acronimo MAC tradizionalmente si riferisce all'indirizzo MAC del dispositivo.
Tuttavia, alcuni autori usano "MIC" per indicare un message digest, che è differente da un MAC, poiché non usa chiavi segrete ed è ottenuto tramite funzione crittografica di hash. Questo tipo di codifica non fornisce autenticazione e, in linea di principio, neppure l'integrità dei dati (poiché chiunque può generare un digest di un messaggio differente tramite la stessa funzione di hash). L'integrità è garantita solo se l'algoritmo MIC viene usato assieme a una funzione crittografica (come AES), che però a sua volta richiede l'utilizzo di una chiave. D'altro canto, un MAC, che di per sé già utilizza una chiave segreta, non necessita di essere cifrato per offrire lo stesso livello di sicurezza del MIC.
Nella RFC 4949 della IETF si sconsiglia l'utilizzo dell'espressione "message integrity code" e si raccomanda invece di usare termini più specifici come "checksum", "error detection code", "hash", "keyed hash", "message authentication code" o "protected checksum".

## Hashing
Nonostante le funzioni di MAC siano simili alle funzioni crittografiche di hash, esse hanno differenti requisiti di sicurezza. Per essere ritenuta sicura, una funzione di MAC deve resistere alla falsificazione esistenziale quando viene sottoposta a un attacco con testo in chiaro scelto. Questo significa che anche se un attaccante avesse accesso a una macchina a oracolo che possiede la chiave segreta e genera i MAC dei messaggi scelti dall'attaccante, egli non potrebbe indovinare il MAC di nessun messaggio che non ha ancora chiesto all'oracolo di autenticare, se non facendo un improponibile quantitativo di calcoli.

## Firme digitali
I MAC differiscono dalle firme digitali in quanto sono sia generati che verificati utilizzando la stessa chiave segreta. Questo implica che il mittente e il destinatario del messaggio devono scambiarsi la chiave prima di iniziare le comunicazioni, come nel caso della crittografia simmetrica.
Per questa ragione i MAC non forniscono la proprietà del non ripudio offerta dalle firme digitali: qualunque utente che può verificare un MAC è anche capace di generare MAC per altri messaggi. Invece una firma digitale è generata utilizzando la chiave privata di una coppia di chiavi (crittografia asimmetrica). Dato che la chiave privata è nota solo al suo possessore, una firma digitale prova che un documento è stato firmato esattamente dal suo proprietario e da nessun altro. Ecco che le firme digitali offrono la proprietà del non ripudio.

## Esempio
Il mittente deve inviare un messaggio a un destinatario. Prima di effettuare l'operazione si accorda col destinatario su una chiave segreta.
Stabilita la chiave, utilizza una funzione di MAC per calcolare il MAC del messaggio e infine invia entrambi al destinatario. Questi calcola il MAC del messaggio ricevuto e poi lo confronta con il MAC allegato al messaggio stesso: se coincidono, il messaggio è integro, altrimenti qualcosa è andato storto.